# Les Chroniques de San Francisco (série télévisée, 2019)
Pour les articles homonymes, voir Les Chroniques de San Francisco.
Pour la série télévisée américaine sortie en 1993, voir Les Chroniques de San Francisco (série télévisée).
Les Chroniques de San Francisco (Tales of the City) est une série télévisée de comédie dramatique américaine en dix épisodes d'environ 55 minutes, créée par Lauren Morelli et mise en ligne le 7 juin 2019 sur Netflix.
Il s’agit de l'adaptation de la série de romans du même nom créé par Armistead Maupin (1978-2014), déjà adaptés à la télévision sous le même titre.

## Synopsis
Après vingt-trois années d’absence, Mary Ann retourne au 28 Barbary Lane à San Francisco, pour fêter les quatre-vingt-dix ans d'Anna Madrigal. Elle va y retrouver ses amis avec qui elle a vécu pendant de longs moments. Elle décide par la même occasion d'annoncer à Shawna qu'elle n'est pas sa mère biologique. Rien ne va se passer comme prévu.

## Distribution

### Acteurs principaux
- Laura Linney (VF : Pauline Brunel) : Mary Ann Singleton
- Elliot Page (VF : Jessica Monceau) : Shawna Hawkins
- Paul Gross (VF : Xavier Fagnon) : Brian Hawkins
- Murray Bartlett (VF : Tanguy Goasdoué) : Michael Tolliver
- Garcia (en) (VF : Benjamin Bollen) : Jake Rodriguez
- May Hong (VF : Joséphine Ropion) : Margot Park
- Charlie Barnett (VF : Franck Lorrain) : Ben Marshall
- Olympia Dukakis (VF : Cathy Cerda) : Anna Madrigal
- Barbara Garrick (VF : Catherine Davenier) : DeDe Halcyon Day

### Acteurs secondaires
- Ashley Park (VF : Laëtitia Godès) : Jennifer / Ani
- Christopher Larkin (VF : Adrien Larmande) : Jonathan / Raven
- Zosia Mamet (VF : Fily Keita) : Claire Duncan
- Michelle Buteau (en) (VF : Corinne Wellong) : Wren
- Caldwell Tidicue (VF : Namakan Koné) : Ida Best
- Juan Castano (VF : Alex Nguyen) : Flaco Ramirez
- Matthew Risch (pl) (VF : Sylvain Aggaesse) : Harrison
- Dickie Hearts : Mateo
- Benjamin Thys (VF : Stanislas Forlani) : Eli
- Samantha Soule (en) (VF : Hélène Bizot) : Inka
- Victor Garber (VF : Gabriel Le Doze) : Sam Garland
- Michael Park (en) : Robert
- Daniela Vega : Ysela
- Luke Kirby (VF : Anatole de Bodinat) : Tommy
- Molly Ringwald : la mère de Claire
- Jen Richards : Anna Madrigal, jeune

## Production

### Développement
Le 28 juin 2017, il est annoncé que Netflix développe une reprise de la série télévisée Les Chroniques de San Francisco (1993-2001), basée sur les romans homonymes de Armistead Maupin (1978-2014).
Le 23 avril 2018, il est annoncé que Netflix a donné carte blanche à la série télévisée pour dix épisodes. Elle est écrite par Lauren Morelli, en tant qu’auteur-productrice déléguée aux côtés de Armistead Maupin, Alan Poul, Laura Linney, Andrew Stearn, Liza Chasin, Tim Bevan et Eric Fellner. Michael Cunningham est le producteur-conseil et Alan Poul, le réalisateur. Les sociétés de productions ont engagé Working Title Television and NBCUniversal International,,,.
Le 9 avril 2019, il est annoncé que la série sort le 7 juin 2019 sur Netflix.

### Tournage
Le tournage commence en juillet 2018 à New York pour les scènes intérieures et à San Francisco pour les scènes extérieures.
Le 5 octobre 2018, il tourne dans le Nodine Hill de Yonkers située dans le sud de l'État de New York. Le 24 octobre, il prend place au parc public Dolores Park à San Francisco.

### Fiche technique
Sauf indication contraire, les informations mentionnées dans cette section peuvent être confirmées par la base de données cinématographiques IMDb,  présente dans la section « Liens externes ».
- Titre original : Tales of the City
- Création : Lauren Morelli
- Réalisation : Alan Poul, Silas Howard, Stacie Passon, Kyle Patrick Alvarez, Patricia Cardoso et Sydney Freeland
- Scénario : Thomas Page McBee, Lauren Morelli, Hansol Jung, Armistead Maupin, Jen Silverman, Andy Parker, Michael Cunningham, Marcus Gardley	et Patricia Resnick
- Direction artistique : Lester Cohen
- Décors : Jordan Jacobs, Michael E. Goldman et Patrice Andrew Davidson
- Costumes : Tom Broecker
- Casting : Adam Caldwell et Bernard Telsey
- Photographie : Federico Cesca
- Montage : Andy Keir, Allyson C. Johnson et Aaron Kuhn
- Musique : Jay Wadley
- Production : Gail Barringer
- Sociétés de production : Sweatpants Productions, Working Title Television, Universal Television et NBCUniversal International
- Société de distribution : Netflix
- Pays d’origine :  États-Unis
- Langues originales : anglais
- Format : couleur
- Genre : comédie dramatique
- Durée : 46–60 minutes
- Date de diffusion :
  - Monde : 7 juin 2019 sur Netflix

## Épisodes
1. Retour au bercail (Coming Home)
2. Semeuse de trouble (She Messy)
3. T'es content maintenant ? (Happy, Now?)
4. Le Prix de l’essence (The Price of Oil)
5. Pas aujourd'hui, Satan ! (Not Today, Satan)
6. Touch O' Butch (A Touch O' Butch)
7. Ça se corse (Next Level Sh*t)
8. Les Petits Compromis (Days of Small Surrenders)
9. Des bottes de guerrière (Rainbow Warriors)
10. Trois de Coupe (Three of Cups)